# Włodzimierz (Ikim)
Włodzimierz, imię świeckie Wasilij Zacharowicz Ikim (ur. 1 lutego 1940 w Vărzăreştii Noi) – metropolita Rosyjskiego Kościoła Prawosławnego.

## Życiorys
Urodził się na terytorium dzisiejszej Mołdawii, w rodzinie chłopskiej. Po ukończeniu szkoły średniej wstąpił do seminarium duchownego w Odessie, które ukończył po pięciu latach, w 1963. W 1959 wezwanie do odbycia służby wojskowej zmusiło go do przerwania nauki na rok. W roku uzyskania dyplomu seminarium rozpoczął wyższe studia teologiczne w Moskiewskiej Akademii Duchownej. Jako jej student, 27 czerwca 1965 złożył wieczyste śluby zakonne w ławrze Troicko-Siergijewskiej, przed jej przełożonym archimandrytą Platonem. 1 sierpnia tego samego roku metropolita kruticki i kołomieński Pimen wyświęcił go na hierodiakona. 4 lutego 1966 przyjął święcenia kapłańskie z rąk biskupa dmitrowskiego Filareta. Rok później pomyślnie ukończył studia, uzyskując tytuł kandydata teologii.
W 1971 podniesiony do godności igumena. Siedem lat później, decyzją Świętego Synodu Rosyjskiego Kościoła Prawosławnego, został czasowo wydelegowany w jurysdykcję Kościoła Prawosławnego Czech i Słowacji jako proboszcz etnicznie rosyjskiej parafii przy cerkwi w Karlowych Warach. Po otwarciu w 1979 oficjalnego przedstawicielstwa Patriarchatu Moskiewskiego w tym samym mieście Włodzimierz (Ikim), już jako archimandryta, został jego pierwszym kierownikiem (funkcję tę pełnił do 27 maja 1988).
30 czerwca 1985 miała miejsce jego chirotonia na biskupa podolskiego, wikariusza eparchii moskiewskiej. Obrzęd chirotonii przeprowadzili patriarcha moskiewski i całej Rusi Pimen, metropolita talliński i estoński Aleksy II, metropolita miński i białoruski Filaret, metropolita kruticki i kołomieński Juwenaliusz, arcybiskup wołokołamski Pitirim, arcybiskup woroneski i lipiecki Metody  oraz biskup sołniecznogorski Sergiusz. 20 czerwca 1990 skierowany do eparchii taszkenckiej i Azji Środkowej jako biskup ordynariusz. 25 lutego 1991 podniesiony do godności arcybiskupiej, zaś 25 lutego 2002 – do godności metropolity.
17 czerwca 2010, w związku z wybuchem konfliktu etnicznego w Kirgistanie, zaapelował do wszystkich obywateli kraju, także stanowiących większość muzułmanów, o zaprzestanie przemocy. Zwracając się do wyznawców islamu odwołał się do etyki koranicznej.
27 lipca 2011 decyzją Świętego Synodu Rosyjskiego Kościoła Prawosławnego został przeniesiony na katedrę omską.
W 2011 odznaczony kirgiskim Orderem „Danaker”.
W 2023 r. Święty Synod przeniósł go w stan spoczynku w związku z przekroczeniem wieku 75 lat. Pozwolono mu przy tym samodzielnie wybrać przyszłe miejsce pobytu i przyznano wsparcie materialne od eparchii omskiej.